# Aldo Peña
Aldo Peña (Santa Cruz de la Sierra, Bolivia, 2 de julio de 1982) es un futbolista boliviano. Juega de delantero y su actual equipo es el Petrolero de la Liga de Fútbol Profesional Boliviano.

## Clubes
| Club                   | País    | Año         |
| ---------------------- | ------- | ----------- |
| Destroyers             | Bolivia | 2007 - 2008 |
| Universitario de Sucre | Bolivia | 2009 - 2012 |
| Petrolero              | Bolivia | 2014 - 2024 |